# Imunomodulator
Imunomodulator su supstance (npr. lekovi) koji imaju efekat na imunski sistem. Postoje dva tipa efekata: imunostimulacija i imunosupresija.
- Imunosupresanti prvenstveno imaju potiskujući efekat.
- Imunostimulanti prvenstveno imaju stimulišući efekat.

Većina lekova međutim neme efekta na samo jedan biološki receptor, tako da jedan imunomodulator može istovremeno biti imunosupresant i imunostimulant, na različitim ciljevima u okviru imunskog sistema.
Proizvodi koji se ne sastoje od jednog hemijskog entiteta, kao što su biljni ekstrakti i nečisti proizvodi, mogu imati ispoljiti još veći pluralitet efekata. Mnoge vrste biljaka, u zavisnosti od primenjenih ekstrakcionih uslova, imaju imunomodulatorne efekte.

## Spoljašnje veze
- Immunomodulators на 
- WebMD
- Imununomodulatori

|  | Molimo Vas, obratite pažnju na važno upozorenje u vezi sa temama iz oblasti medicine (zdravlja). |